# May Whitty
May Whitty (født 19. juni 1865, død 29. maj 1948) var en engelsk teater- og filmskuespiller. Hun er bedst kendt for sin rolle Alfred Hitchcocks En kvinde forsvinder fra 1938.
Whitty var datter af en avisredaktør på Liverpool Post. Hun startede som balletdanser i en alder af seksten og debuterede på Londons scener som sytten-årig. Allerede ved århundredeskiftet var hun en højt respekteret teaterskuespiller på begge sider af Atlanterhavet. I 1919 blev hun udnævnt til Dame Commander of the British Empire for sine indsatser for Storbritannien under 1. Verdenskrig.
Udover at Whitty spillede en masse på scenen, medvirkede hun også i et par stumfilm. Efter en række succeser på Broadway bosatte hun sig i Hollywood, hvor hun blev et slags symbol på den britiske klasse i flere karakterroller i amerikanske film. I 1938 medvirkede hun i Hitchcocks En kvinde forsvinder. Hun blev nomineret til en Oscar for sin rolle som en skræmt gammel dame i Når mørket sænker sig 1937 og igen for sin rolle som Lady Beldon i Mrs. Miniver fra 1942.